# Fochteloo
Fochteloo (Stellingwerfs en Fries: De Fochtel) is een dorp in de gemeente Ooststellingwerf, in de Nederlandse provincie Friesland. Het ligt ten oosten van Oosterwolde en ten noorden van Appelscha.
Op 1 januari 2023 had het dorp 360 inwoners. De buurtschap De Knolle ligt in het noordelijke verlengde van Fochteloo en wordt om die reden nogal eens bij Fochteloo gerekend maar valt feitelijk onder Oosterwolde.

## Centrum en omgeving
Het centrum van het dorp is waar het Noordeinde en Zuideinde bij elkaar komen en er kleine nieuwbouw is met de aansluitende weg Vogelrijd. Het verenigingshart van Fochteloo wordt gevormd door het multifunctionele dorpshuis en sportpark Et Legien aan het Zuideinde net buiten het centrum zelf. De school in dit dorpshuis heeft op het einde van het schooljaar 2010/2011 haar deuren moeten sluiten vanwege een gebrek aan nieuwe leerlingen. Kinderen van Fochteloo gaan in Appelscha of Oosterwolde naar school. Het Centrum voor Prentkunst heeft een grote collectie prentkunst.

Eens per vijf jaar is er een dorpsfeest. Fochteloo heeft een eigen kapel. Deze behoort tot de protestantse gemeente te Oosterwolde. Alleen in de zomermaanden en de eerste kerstdag werden er diensten gehouden. Sinds 2008 worden er geen diensten meer gehouden.
Op de begraafplaats staat ook een van de klokkenstoelen in Friesland.

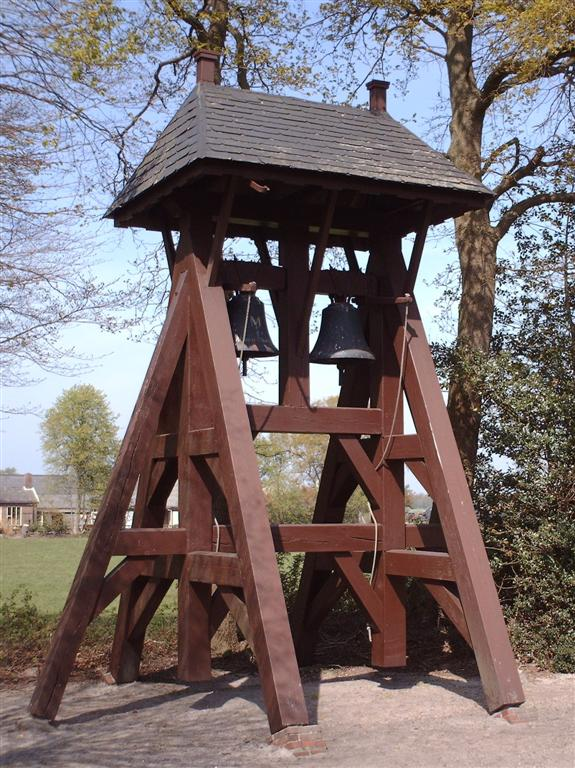
Klokkenstoel

Tussen Fochteloo en Veenhuizen ligt het Fochteloërveen, een hoogveengebied van ongeveer 2500 ha groot. Dit gebied wordt beheerd door Natuurmonumenten. Tussen Oosterwolde en Fochteloo loopt het Grootdiep, de bovenloop van de Tjonger.
Sluis Fochteloërverlaat hoort geografisch ook tot Fochteloo, hoewel zij fysiek alleen met Fochteloo verbonden is via een fietspad.

## Geschiedenis
In 1408 werd het dorp Fochteloo vermeld als Fyochtelo, in 1525 als Vuchtel, in 1530 als Foechtinge, 1542-1543 als Vuchtele en Vuchtle en in 1664 als Vochtele en Fochtele. De plaatsnaam wijst mogelijk naar 'het vochtige bos' dat er was gelegen.

### Kamp Oranje en Ybenheer
Bij Fochteloo was sinds de jaren dertig een werkkamp gevestigd in het kader van de werkverschaffing, het Kamp Ybenheer. Tijdens de Tweede Wereldoorlog, in de loop van 1942, werd dit kamp door de Duitse bezetter gebruikt als werkkamp voor mannelijke Joodse arbeiders, in het kader van de Rijksdienst voor de Werkverruiming. In de nacht van 2 - op 3 oktober van dat jaar werd het ontruimd. Alle 215 kampbewoners werden naar kamp Westerbork getransporteerd en vandaar naar Auschwitz en Sobibór.
Na de Tweede Wereldoorlog is het kamp gebruikt om Molukse KNIL-militairen en hun gezinnen te huisvesten. Nadat deze definitieve huisvesting hadden gekregen is het kamp nog tijdelijk gebruikt als onderkomen en oefenplaats voor het Nederlandse leger. Daarna zijn de beide kampen overgedragen aan Natuurmonumenten, die de terreinen sindsdien in beheer hebben.
Bij voormalig kamp Ybenheer is op 2 oktober 2002 een monument onthuld ter nagedachtenis aan het kamp. Van het kamp Oranje herinnerde alleen de voormalige appelplaats nog aan het kamp. In 2019 zijn de kampen ontsloten en ingericht met informatie voor bezoekers, ook met rolstoel of rollator.

## Sport
- FC Fochteloo, voetbalvereniging

## Geboren in Fochteloo
- Jan Eise Kromkamp (1955), marathonschaatser